# Rafael Reyes Rodríguez
Rafael Reyes Rodríguez (Cartaya, España; 7 de abril de 1879-¿?, 1947) fue un lexicógrafo, editor, escritor, abogado, académico de la Real de Jurisprudencia y catedrático de lengua francesa español, autor de uno de los más famosos y utilizados diccionarios bilingües francés/español español/francés hasta los años 1980.

## Biografía
Desde muy joven, y tras quedarse huérfano, se hizo cargo de sus hermanos. Se licenció en Filosofía y Letras y en Derecho y fue Abogado y catedrático de francés por oposición en Sevilla. Fundó en Madrid la Editorial Reyes, especializada en lenguas, para la cual elaboró un exacto diccionario bilingüe de francés y español (1929) que en 1973 llevaba ya cuarenta y una ediciones. También compuso una Historia de la literatura francesa acompañada de una selecta antología y varios libros de texto, manuales, gramáticas y ortografías de la lengua francesa. Fue nombrado hijo predilecto de Cartaya el 20 de enero de 2006. En su honor el instituto de educación secundaria de la ciudad lleva su nombre.

## Obras
- Diccionario francés-español y español-francés, Madrid: Editorial Reyes, 1929. Muy reeditado y reimpreso; en 1976 llevaba ya 41 ediciones.
- Curso práctico de francés, Madrid: Imp. G. Hernández y Galo Sáez, 1923.
- La literatura francesa ilustrada con textos. 2 tomos: Desde los orígenes hasta fines del s. XVII y Desde el s. XVIII hasta nuestros dias. Madrid: V. Blasco Ibáñez, 1935.
- Lectures françaises graduées, Madrid, 1933.
- Trozos de literatura francesa arreglados y ordenados por Rafael Reyes. Comprende: anécdotas, pensamientos, calembours, un resumen de las épocas de la literatura francsa, trozos de los mejores autores de cada una, lecturas científicas de los sabios más reconocidos, artículos de los periódicos franceses de más nombre, cartas, poesías y un índice biográfico de los autores que en el libro figuran, 1906, muy reeditado y ampliado, a veces con una Historia sucinta de la literatura francesa
- El traductor francés, Toledo, Imprenta y Librería de Rafael Gómez Menor, 1922; en 1932 llevaba ya nueve ediciones.
- Gramática sucinta de lengua inglesa (Sistema Otto), Madrid: Sucesores de Hernando, 1910.
- Historia sucinta de la literatura francesa por los textos, Madrid: Rodríguez San Pedro, 1934.